# David Allan Coe
David Allan Coe (ur. 6 września 1939 w Akron, Ohio jako David Alan Coe) – amerykański muzyk country. Jest autorem ponad 280 utworów. David Coe większość swej młodości spędził w różnych więzieniach, odbywając wyroki za kradzieże i rozboje.

## Albumy
- Penitentiary Blues
- Requiem for a Harlequin
- Mysterious Rhinestone Cowboy
- Once Upon a Rhyme
- Longhaired Redneck
- Texas Moon
- Rides Again
- Greatest Hits
- Tattoo
- Family Album
- Human Emotions
- Buckstone County Prison
- Spectrum VII
- Compass Point
- Nothing Sacred
- I've Got Something to Say
- Invictus Means Unconquered
- Tennessee Whiskey
- Rough Rider
- D.A.C.
- Underground Album
- Castles in the Sand
- Hello in There
- Just Divorced
- Darlin Darlin
- Nigger Fucker
- Unchained
- Son of the South
- Matter of Life and Death
- Crazy Daddy
- 1990 Songs for Sale
- Standing Too Close to the Flame
- Granny's off Her Rocker
- Living on the Edge
- If That Ain't Country (live)
- Recommended for Airplay
- Songwriter of the Tear
- Live at the Iron Horse Saloon
- Live at Billy Bob's Texas
- For the Soul and for the Mind
- 16 Biggest Hits
- 17 Greatest Hits
- 18 X-Rated Hits
- All I'll Ever Be
- Rebel Meets Rebel – z muzykami Pantery